# Monserrat (Buenos Aires)
Monserrat je městská čtvrť, část Buenos Aires, hlavního města Argentiny. Nachází se ve východní části města.

## Název
Původně se tato čtvrť nazývala Montserrat. Tento název byl odvozen od kostela postaveného v roce 1750 na objednání katalánského statkáře Juana Pedra Serry. Kostel byl zasvěcený Panně Marii Montserratské, která se uctívá především v oblasti pohoří Montserrat v Katalánsku. Katalánská jazyková verze názvu se postupně změnila na španělskou Monserrat.
V původních městských záznamech se oblast, kde se nachází Monserrat, uvádí jako San Juan. Až z důvodu nárůstu obyvatelstva, kdy se město začalo postupně administrativní členit, dostala oblast pojmenování Montserrat.

## Polohopis
Monserrat je jednou ze 48 čtvrtí („barrios“) Autonomního města Buenos Aires. Nachází se ve východní části města. Ve čtvrti se nachází historická část Buenos Aires, především Květnové náměstí včetně některých budov, které jsou kolem tohoto náměstí. Východně se nachází čtvrť Puerto Madero, severní hranici zabírá čtvrť San Nicolás, na západě tvoří většinu hranice čtvrť Balvanera a částečně i San Cristóbal. Na jihu sousedí se dvěma čtvrtěmi, a to Constitución a San Telmo.

## Historie
Historie čtvrti Monserrat sahá do úplných počátků města Buenos Aires. Když v roce 1580 expedice pod vedením Juana de Garaye podruhé založila Buenos Aires, byla hlavní část nové osady a pevnost umístěna právě na jejím území. Samotná pevnost byla postavena v roce 1594, v roce 1608 na místo dorazili misionáři z řádu jezuitů. Ti v roce 1686 začali ve městě budovat první kostel, který byl dokončen v roce 1722 a vysvěcen v roce 1734. Zároveň otevřeli první školu a knihovnu, kde se v těch dobách poskytovalo jediné vzdělání ve městě. Následně se začaly do rostoucího města přesouvat i jiné křesťanské řády. Z nich nejvýznamnějším bylo katalánské Bratrstvo Panny Marie Montserratské, jejíž kostel dal pojmenování celé čtvrti.
Během 18. a části 19. století byla čtvrť známá jako Barrio del Tambor nebo Barrio del Mondongo z důvodu velkého počtu afrických otroků, kteří zde v té době žili.
V Monserratu se nachází budova Cabildo, tedy městského úřadu, kde začala v roce 1810 Květnová revoluce, která znamená začátek nezávislosti Argentiny. Následný vývoj Buenos Aires však nebyl až tak rychlý, protože země čelila dlouhým vnitřním, ale i vnějším konfliktům. Větší rozvoj nastal po roce 1875, kdy se začala Argentina ekonomicky vzmáhat. V roce 1886 byla dokončena stavba prezidentského paláce Casa Rosada, následně dostalo i přilehlé náměstí pojmenování Květnové náměstí, tedy Plaza de Mayo, po úspěšné revoluci z května 1810. S rozvojem města a země již bylo historické centrum v Monserratu nedostačující pro novou metropoli. Začalo se tedy s masivními bouracími pracemi, jejichž cílem bylo především vytvořit místo pro nový bulvár Avenida de Mayo, který byl otevřen v roce 1894. Následně byly na tomto bulváru otevřeny první stanice nového metra, které bylo budováno na počátku 20. století. Jelikož i historicky je tato čtvrť centrem vlády města a země, i mnohé nové vládní budovy byly tedy budovány právě zde. Díky tomu dostal Monserrat vzhled evropských metropolí. V polovině 20. století se čtvrt začala měnit, z její západní části začali odcházet úřady a obyvatelé a přicházeli sem spíše umělci, kteří západ Monserrat přetvořili na bohémskou část, kde je množství míst určených pro tango a jiné umělecké aktivity. Umělci sem přicházeli především pro nízké nájemné a blízkost k úplnému centru města.
V posledním období se Monserrat stal jedním z cílů turistů, kteří vyhledávají nejen oblast kolem Květnového náměstí, ale i jiné části této čtvrti, například obchodní ulice, kterých je zde několik. Monserrat je také centrem španělské kultury v Buenos Aires. Na konci 20. století začala vláda investovat do obnovy historické části Buenos Aires, díky čemuž se i  Monserrat začal revitalizovat a obnovovat.